# Kes
Kes je fiktivní postava v televizním sci-fi seriálu Star Trek: Vesmírná loď Voyager.
Kes pochází z planety Ocampa, která se nachází v Delta kvadrantu. Ocampové se dožívají jen devíti let. Při střetu hvězdné lodi Federace USS Voyager (NCC-74656) s Kazony, jejichž otrokyní byla, se Kes dostává spolu s Talaxianem Neelixem na palubu Voyageru. Zde pracuje na ošetřovně a pečuje o aeroponickou zahradu. Později se u ní vyvinou neobvyklé psychické schopnosti a nakonec projde proměnou na buněčné úrovni a stane se z ní energetická bytost.